# 常高院
常高院（じょうこういん、永禄13年（1570年）- 寛永10年8月27日（1633年9月30日））は、戦国時代から江戸時代前期の人物。若狭小浜藩の藩主京極高次の正室。本名は浅井 初（あざい はつ）で、一般に「初」の呼び名で知られる。また、幼名は御鐺（おなべ）、於那。浅井三姉妹の一人。
父は近江国小谷城主・浅井長政、母は織田信秀の娘・市（織田信長の末妹）。姉は豊臣秀吉の側室となった茶々（淀殿）、妹は徳川秀忠正室（継室）の江（崇源院）。兄に万福丸、異母弟に万菊丸、同母弟または異母弟に浅井井頼。
高次との間に子はなく、妹・江の娘で2代将軍・徳川秀忠の四女・初姫（興安院）や氏家行広の娘・古奈（母は高次の妹）らを養女とし、側室の子で嫡子の忠高（母は山田氏）や高政（母は小倉氏）、また詳細不明の養子1名を始めとした血縁・家臣らの子女の養育に積極的に関わったとされる。後に養女の初姫と忠高を娶わせるが、この両者にも子はできなかった。

## 生涯
近江国小谷城に生まれる。
天正元年（1573年）、父の長政は伯父・織田信長と交戦し、小谷城は父・長政と祖父・久政の自害により落城。母の市と三姉妹は藤掛永勝に救出され、以後伯父の織田信包の下で庇護を受けたとも、尾張国守山城主で信長の叔父にあたる織田信次に預けられたともいわれている（『渓心院文』）。天正2年9月29日に織田信次が戦死した後に､織田信長の岐阜城に転居することになる。
天正10年（1582年）、6月2日の本能寺の変で信長が家臣の明智光秀に討たれた為、6月27日の織田家後継者を決める清洲会議によって、母・市は織田家の重臣・柴田勝家と再婚し、娘達とともに越前国北ノ庄城へ移る。天正11年（1583年）、清洲会議がきっかけで羽柴秀吉と対立した勝家は賤ヶ岳の戦いで争うも敗北。北ノ庄城の落城の際に市は勝家と共に自害したため、三姉妹は秀吉の庇護を受ける。また北ノ庄城落城後に三姉妹は遥の谷に匿われた上で羽柴秀吉に知らされ、これを聞いた秀吉が直ちに迎えを出して､三姉妹を安土城に入城させ(『玉輿記』)、その後は秀吉ではなく織田信雄が三姉妹を後見して面倒をみたともいわれている。
天正15年（1587年）、秀吉の計らいにより、浅井家の主筋にあたる京極家の当主であり従兄でもあった京極高次と結婚する。
慶長5年（1600年）、秀吉の死後に五奉行の一人、石田三成と五大老の筆頭・徳川家康が対立し、石田三成ら（西軍）が挙兵すると京極高次は三成側に就くと思わせ、関ヶ原の戦いで大津城に籠城して東軍に転じる（大津城の戦い）。決戦前に開城したものの、西軍を足止めした功績で京極高次は若狭一国（若狭小浜8万5000石）を与えられる。
慶長14年（1609年）、夫・高次と死別すると剃髪・出家して常高院と号す。この頃から甥・豊臣秀頼（姉の茶々〔淀殿〕が豊臣家の実権を掌握とも）と徳川家康（妹・江の舅）の対立が露呈するようになり、常高院は豊臣方の使者として仲介に奔走した。慶長19年（1614年）、大坂冬の陣では徳川側の阿茶局とともに和議を取りまとめ、両家の和議に尽力した。
慶長20年（1615年）、大坂夏の陣で豊臣家が滅亡すると秀頼の娘、後の天秀尼の助命を家康に嘆願したとも言われている。その後は妹・江とよく会っていた。江が亡くなる少し前に常高院は江戸で再会し、対談したという。
寛永10年（1633年）、京極忠高の江戸屋敷（現・東京都港区虎ノ門）で死去、享年64。

## 常高寺
墓所は若狭（福井県小浜市）の常高寺。常高寺は後瀬山山麓にあり、後瀬山山頂にはかつて後瀬山城があった。後瀬山城は京極高次が徳川家康より若狭一国を拝領した時、初めに入った城である。墓所は、常高院永昌尼公の石塔を中心に、尼公に仕えていた尼僧達の石塔が会席する形をとって並んでいる。同寺には常高院の肖像画も伝わっている。
常高院没後の翌寛永11年（1634年）、京極氏は出雲松江藩に国替えした時も、常高院の墓所である常高寺は若狭に残された（京極高次の供養等は京極家の国替えの際に出雲に移された）。以後、京極家が出雲、播磨、讃岐へと国替えになっても、その庇護を受け続けた。
常高寺には侍女であった桂久院十一世恵林尼（小少将局）・光雲院九世義裕尼（たき）・節心院十一世智栄尼（しん）・昭陽院・法心院・清涼院・盛春院らの墓も残っている。

## 逸話
- 文禄2年（1593年）、高次の侍女・於崎が忠高を懐妊すると、高次は初の機嫌を損ねるのを恐れ懐妊を隠そうとし、家臣・磯野信隆を浪人とさせ、母子を匿わせた。後世に作成された磯野家の由緒書では、初が嫉妬により殺害を企てたため、初の機嫌が和らぐ文禄4年（1595年）まで幼い忠高をかくまったとしているが、あくまで磯野家の認識であり、事実かは不明。[4]松江歴史館学芸員・西島太郎が、『高島町史』編纂の過程で発見された高次の書状や「磯野家由緒書」を調べた結果として、2011年に同館の研究要綱[5]で発表した[6]。
- 小浜の常高寺に、初が死去する直前に書いた遺言状の写しがあり、その中では大坂夏の陣で大坂方で参戦した事から徳川方の追及を逃れ初を頼って京極家に庇護されていた弟浅井井頼について触れており｢いまさらすてられ候ハぬ｣と弟のことを気にかけていたことが伝わってくる内容である[7]。
- 常高院に養育されて大坂の陣に従軍した川崎正利の孫が溪心院である｡溪心院は正利から､お市と浅井三姉妹に関する子細な情報を聞かされ覚書風の消息文である『溪心院文』をまとめている[8]｡

## 創作における常高院
初は浅井三姉妹の次女であり、大坂の陣の際の活動などから浅井三姉妹を主題とした作品、大坂の陣を描いた作品に多く登場する。
小説
- 花々の系譜 浅井三姉妹物語（畑裕子、サンライズ出版、ISBN 978-4883253876）
- 江 姫たちの戦国（田渕久美子、NHK出版） - NHK大河ドラマ『江〜姫たちの戦国〜』原作

映画
- 茶々 天涯の貴妃（2007年・東映、演：富田靖子）

テレビドラマ
- 太閤記（1965年・NHK大河ドラマ、演：二木てるみ）
- 戦国太平記 真田幸村（1966年・TBS、演：加藤治子）
- 湖笛（1970年・テレビ朝日、演：梶芽衣子）
- おんな太閤記（1981年・NHK大河ドラマ、演：奈良富士子）
- 戦国の女たち（1982年・フジテレビ、演：木の実ナナ）
- 女たちの大坂城（1983年・読売テレビ/日本テレビ、演：今出川西紀）
- 徳川家康（1983年・NHK大河ドラマ、演：三浦真弓）
- 真田太平記（1985年・NHK、演：磯野洋子）
- 春日局（1989年・NHK大河ドラマ、演：宮沢りえ→松原智恵子）
- 秀吉（1996年・NHK大河ドラマ、演：湯原麻利絵）
- 葵 徳川三代（2000年・NHK大河ドラマ、演：波乃久里子）
- 寧々〜おんな太閤記（2009年・テレビ東京「新春ワイド時代劇」、演：大出菜々子→重本未紗→小林涼子）
- 江〜姫たちの戦国〜（2011年・NHK大河ドラマ、演：奥田いろは→水川あさみ）
- 真田丸（2016年・NHK大河ドラマ、演：はいだしょうこ）
- どうする家康（2023年・NHK大河ドラマ、演：鈴木杏）